# 聖地亞哥 (明尼蘇達州)
聖地亞哥（英語：Santiago）是位於美國明尼蘇達州舍本縣聖地亞哥鎮區的一個非建制地區。

## 歷史
聖地亞哥於1857年成立，1858年設立郵局，該郵局其後於1985年停運。

## 地理
聖地亞哥所處的海拔為高於海平面309米（即1014英呎），而該地所採用的時區為UTC-6，即北美中部時區（CST）。同時該地設有夏令時間，為UTC-6調快一小時，即UTC-5（CDT）。